# 德努茨·多布雷
德努茨·多布雷（羅馬尼亞語：Dănuț Dobre，1967年2月20日—），罗马尼亚男子赛艇运动员。他曾代表罗马尼亚参加1988年和1992年夏季奥林匹克运动会赛艇比赛，其中1988年奥运获得男子双人单桨无舵手银牌，1992年获得男子八人单桨有舵手银牌。